# NGC 1400
NGC 1400 est une galaxie lenticulaire rapprochée et située dans la constellation de l'Éridan. NGC 1400 a été découverte par l'astronome germano-britannique William Herschel en 1786.

## Caractéristiques
NGC 1400 renferme des régions d'hydrogène ionisé.

### Distance
Sa vitesse par rapport au fond diffus cosmologique est de 417 ± 16 km/s, ce qui correspond à une distance de Hubble de 6,16 ± 0,49 Mpc (∼20,1 millions d'al).
À ce jour, 28 mesures non basées sur le décalage vers le rouge (redshift) donnent une distance de 25,893 ± 11,255 Mpc (∼84,5 millions d'al), ce qui est loin à l'extérieur des valeurs de la distance de Hubble. Étant donné la proximité de cette galaxie avec le Groupe local, cette valeur est peut-être plus près de la distance réelle de NGC 1400 et si c'est le cas, NGC 1400 s'approche de la Voie lactée avec une vitesse propre qui est non négligeable par rapport à celle produite par l'expansion de l'Univers. Notons que c'est avec la valeur moyenne des mesures indépendantes, lorsqu'elles existent, que la base de données NASA/IPAC calcule le diamètre d'une galaxie.

### Morphologie
NGC 1400 a été utilisée par Gérard de Vaucouleurs comme une galaxie de type morphologique SA0− dans son atlas des galaxies,.

## Amas de l'Éridan
NGC 1400 est une galaxie de l'amas de l'Éridan.

## Matière noire
La vitesse des amas globulaires dans le halo de NGC 1400 indique une fraction de son contenu en matière noire de (50 ± 19) % de sa masse à l'intérieur de cinq rayons effectifs.